# Basavakalyan
Basavakalyan è una città dell'India di 58.742 abitanti, situata nel distretto di Bidar, nello stato federato del Karnataka. In base al numero di abitanti la città rientra nella classe II (da 50.000 a 99.999 persone).

## Geografia fisica
La città è situata a 17° 52' 0 N e 76° 57' 0 E e ha un'altitudine di 620 m s.l.m..

## Società

### Evoluzione demografica
Al censimento del 2001 la popolazione di Basavakalyan assommava a 58.742 persone, delle quali 30.660 maschi e 28.082 femmine. I bambini di età inferiore o uguale ai sei anni assommavano a 9.830, dei quali 5.144 maschi e 4.686 femmine. Infine, coloro che erano in grado di saper almeno leggere e scrivere erano 32.969, dei quali 19.188 maschi e 13.781 femmine.